# Décès en avril 2017
Décès
- 2013
- 2014
- 2015
- 2016
- 2017
- 2018
- 2019
- 2020
- 2021

Pour une information complémentaire, voir la page d'aide.

| Date      | Nom                               | Activités | Âge    | Source           |
| --------- | --------------------------------- | --- | ------ | ---------------- |
| 1er avril | Alberto Assirelli                 | Coureur cycliste italien.                                                                                              | 80     | (it)             |
| 1er avril | Lonnie Brooks                     | Chanteur et guitariste américain de blues.                                                                             | 83     | (en)             |
| 1er avril | Gösta Ekman                       | Acteur et réalisateur suédois.                                                                                         | 77     | (en)             |
| 1er avril | Evgueni Evtouchenko               | Poète russe. | 84     |                  |
| 1er avril | Kim Jong-gil                      | Poète sud-coréen. | 90     | (en)             |
| 1er avril | Ikutarō Kakehashi                 | Ingénieur japonais, fondateur de la marque d'instruments de musique Roland.                                            | 87     | (en)             |
| 1er avril | Antonio Lamela                    | Architecte espagnol.                                                                                                   | 90     | (es)             |
| 1er avril | Ángel Oliveros                    | Footballeur espagnol.                                                                                                  | 75     | (es)             |
| 1er avril | Roger Trapp                       | Acteur français. | 84     | (fr)             |
| 2 avril   | Abdallah Hajri                    | Footballeur tunisien.                                                                                                  | 70     |                  |
| 2 avril   | Konrad Repgen                     | Historien allemand. | 93     | (de)             |
| 2 avril   | Michèle Rosier                    | Styliste, réalisatrice et scénariste française.                                                                        | 86     |                  |
| 2 avril   | Yolande Roy                       | Actrice canadienne, québécoise.                                                                                        | 88     |                  |
| 3 avril   | Kishori Amonkar                   | Chanteuse indienne. | 84     |                  |
| 3 avril   | Michel Arrivé                     | Écrivain et linguiste français.                                                                                        | 80     |                  |
| 3 avril   | André-Louis Perinetti             | Metteur en scène et directeur de théâtre français.                                                                     | 83     |                  |
| 3 avril   | Renate Schroeter                  | Actrice allemande. | 77     | (de)             |
| 3 avril   | Roy Sievers                       | Joueur américain de baseball.                                                                                          | 90     | (en)             |
| 4 avril   | Raja Ben Ammar                    | Actrice tunisienne. | ?      |                  |
| 4 avril   | George Mostow                     | Mathématicien américain.                                                                                               | 93     | (en)             |
| 4 avril   | Guy Perrier                       | Militaire français. | 92     |                  |
| 4 avril   | Raymond Reisser                   | Coureur cycliste français.                                                                                             | 86     |                  |
| 4 avril   | Giovanni Sartori                  | Politologue italien.                                                                                                   | 92     | (it)             |
| 4 avril   | Frank Schepke                     | Rameur allemand, champion aux Jeux olympiques d'été de 1960.                                                           | 81     | (de)             |
| 4 avril   | Karl Stotz                        | Footballeur autrichien.                                                                                                | 90     | (de)             |
| 4 avril   | Fernand Tardy                     | Homme politique français.                                                                                              | 97     |                  |
| 5 avril   | Attilio Benfatto                  | Coureur cycliste italien.                                                                                              | 74     | (it)             |
| 5 avril   | Arthur Bisguier                   | Joueur d'échecs américain.                                                                                             | 87     | (en)             |
| 5 avril   | Rolland Hénault                   | Écrivain français. | 76     |                  |
| 5 avril   | Makoto Ōoka                       | Poète et critique littéraire japonais.                                                                                 | 86     | (ja)             |
| 5 avril   | Tim Parnell                       | Pilote de course automobile britannique.                                                                               | 84     | (en)             |
| 5 avril   | Memè Perlini                      | Acteur et réalisateur italien.                                                                                         | 69     | (it)             |
| 5 avril   | Atanasie Sciotnic                 | Kayakiste roumain, médaillé d'argent aux Jeux olympiques d'été de 1972 et de bronze aux Jeux olympiques d'été de 1964. | 75     | (ro)             |
| 5 avril   | Ilkka Sinisalo                    | Joueur finlandais de hockey sur glace.                                                                                 | 58     | (en)             |
| 6 avril   | Armand Gatti                      | Reporter, écrivain et metteur en scène français.                                                                       | 93     |                  |
| 6 avril   | David Peel                        | Musicien américain. | 73     | (en)             |
| 6 avril   | Jacques Pinoteau                  | Réalisateur français.                                                                                                  | 93     |                  |
| 6 avril   | Don Rickles                       | Acteur et humoriste américain.                                                                                         | 90     |                  |
| 6 avril   | Jerzy Vetulani                    | Scientifique polonais.                                                                                                 | 81     | (pl)             |
| 7 avril   | Marthe Gosteli                    | Féministe suisse. | 99     | (de)             |
| 7 avril   | Jean Guillaumin                   | Psychanalyste français.                                                                                                | 94     |                  |
| 7 avril   | Christopher Morahan               | Metteur en scène et cinéaste britannique.                                                                              | 87     | (en)             |
| 7 avril   | Glenn O'Brien                     | Journaliste américain de presse écrite.                                                                                | 70     | (en)             |
| 7 avril   | Tim Pigott-Smith                  | Acteur britannique. | 70     | (en)             |
| 8 avril   | Alicia Appleman-Jurman            | Écrivain et une survivante juive polonaise de la Shoah.                                                                | 86     | (en)             |
| 8 avril   | Gueorgui Gretchko                 | Cosmonaute soviétique.                                                                                                 | 85     | [réf. souhaitée] |
| 9 avril   | Giorgio Bàrberi Squarotti         | Poète, philosophe et critique littéraire italien.                                                                      | 87     | (it)             |
| 9 avril   | Carme Chacón                      | Femme politique espagnole.                                                                                             | 46     | (es)             |
| 9 avril   | Peter Hansen                      | Acteur américain. | 95     | (en)             |
| 9 avril   | Harry Huskey                      | Mathématicien et ingénieur informaticien américain.                                                                    | 101    | (en)             |
| 9 avril   | Margarita Isabel                  | Actrice mexicaine de cinéma, théâtre et télévision.                                                                    | 75     | (es)             |
| 9 avril   | Dieter Kottysch                   | Boxeur allemand, champion olympique des super-welters en 1972.                                                         | 73     | (de)             |
| 9 avril   | Édouard Le Jeune                  | Homme politique français.                                                                                              | 96     |                  |
| 9 avril   | Fouad Naffah                      | Homme politique libanais.                                                                                              | 92     | (en)             |
| 9 avril   | Jean Périmony                     | Comédien, décorateur, costumier et metteur en scène français.                                                          | 86     |                  |
| 9 avril   | Christiane Tricoit                | Correctrice de presse écrite et éditrice française.                                                                    | 72     |                  |
| 10 avril  | Linda Hopkins                     | Chanteuse américaine.                                                                                                  | 92     | (en)             |
| 10 avril  | Carlo Riva                        | Ingénieur italien, fondateur de la marque Riva.                                                                        | 95     | (it)             |
| 10 avril  | Larry Sharpe                      | Catcheur américain et entraîneur de catch.                                                                             | 66     | (en)             |
| 11 avril  | Samir Frangié                     | Homme politique, intellectuel et journaliste libanais.                                                                 | 71     |                  |
| 11 avril  | Chaïm Nissim                      | Homme politique et activiste suisse né israélien.                                                                      | 67     |                  |
| 11 avril  | Margit Schumann                   | Lugeuse est-allemande, médaillée de bronze olympique (1972) et championne aux Jeux olympiques d'hiver de 1976.         | 64     | (de)             |
| 11 avril  | Mark Wainberg                     | Chercheur et biologiste canadien, québécois.                                                                           | 71     | (en)             |
| 12 avril  | Michael Ballhaus                  | Directeur de la photographie allemand.                                                                                 | 81     | (de)             |
| 12 avril  | Jean Bernabé                      | Écrivain et linguiste martiniquais, cofondateur du mouvement littéraire dit de La Créolité.                            | 75     |                  |
| 12 avril  | Kathleen Cassello                 | Chanteuse lyrique américaine.                                                                                          | 58     | (en)             |
| 12 avril  | Marie-Thérèse de Chateauvieux     | Femme politique française, première femme conseillère générale de La Réunion en 1970.                                  | 101    |                  |
| 12 avril  | Ángel Espinosa                    | Boxeur cubain. | 50     | (es)             |
| 12 avril  | Toshio Matsumoto                  | Réalisateur japonais.                                                                                                  | 85     | (ja)             |
| 12 avril  | Charlie Murphy                    | Acteur américain. | 57     |                  |
| 12 avril  | Mika Vainio                       | Producteur finlandais de musique électronique.                                                                         | 53     | (fi)             |
| 13 avril  | Georges Rol                       | Prélat catholique français, évêque émérite d'Angoulême.                                                                | 90     |                  |
| 13 avril  | Robert Taylor                     | Ingénieur en informatique américain.                                                                                   | 85     | (en)             |
| 14 avril  | Noël Colombier                    | Auteur-compositeur-interprète français.                                                                                | 85     |                  |
| 14 avril  | Manfred Jung                      | Ténor allemand. | 76     | (de)             |
| 14 avril  | Bruce Langhorne                   | Musicien américain. | 78     | (en)             |
| 14 avril  | Marc Pierret                      | Écrivain et journaliste français.                                                                                      | 87     |                  |
| 14 avril  | Paul-François de Nadaï            | Joueur de rugby à XIII français.                                                                                       | 69     |                  |
| 15 avril  | Amílcar Henríquez                 | Footballeur panaméen.                                                                                                  | 33     | (en)             |
| 15 avril  | Allan Holdsworth                  | Musicien britannique.                                                                                                  | 70     | (en)             |
| 15 avril  | Clifton James                     | Acteur et humoriste américain.                                                                                         | 96     | (en)             |
| 15 avril  | Emma Morano                       | Supercentenaire italienne, doyenne de l'humanité (12 mai 2016 - 15 avril 2017).                                        | 117    | (it)             |
| 16 avril  | Gianni Boncompagni                | Présentateur de télévision et de radio, réalisateur, scénariste et parolier italien.                                   | 84     | (it)             |
| 16 avril  | Jean-Luc Duez                     | Artiste urbain français.                                                                                               | 67     |                  |
| 16 avril  | Spartaco Landini                  | Footballeur italien.                                                                                                   | 73     | (it)             |
| 17 avril  | Matt Anoa'i                       | Catcheur samoan. | 47     | (en)             |
| 17 avril  | Stanislas Curyl                   | Footballeur français.                                                                                                  | 87     |                  |
| 17 avril  | Joseph Dietrich                   | Chercheur français. | 94     |                  |
| 17 avril  | Guy Ébrard                        | Médecin et homme politique français.                                                                                   | 90     |                  |
| 17 avril  | Claude Frioux                     | Universitaire français.                                                                                                | 85     |                  |
| 17 avril  | Jean-Christophe Hervé             | Mathématicien français.                                                                                                | 55     |                  |
| 17 avril  | Fatogoma Sountoura                | Officier malien. | ~59    |                  |
| 17 avril  | Nicole Vandenbroeck               | Cycliste belge. | 70     |                  |
| 17 avril  | Shōichi Watanabe                  | Linguiste et critique culturel japonais.                                                                               | 86     | (en)             |
| 18 avril  | Bill Anderson                     | Joueur américain de football américain.                                                                                | 80     | (en)             |
| 18 avril  | Amedeo Benedetti                  | Écrivain italien. | 62     | (it)             |
| 18 avril  | Jean Miot                         | Journaliste français et directeur de presse.                                                                           | 77     |                  |
| 18 avril  | Yvonne Monlaur                    | Actrice française. | 77     |                  |
| 19 avril  | Dick Contino                      | Musicien américain. | 87     | (en)             |
| 19 avril  | Tom Fleming                       | Athlète de fond américain.                                                                                             | 65     | (en)             |
| 19 avril  | Aaron Hernandez                   | Joueur américain de football américain.                                                                                | 27     |                  |
| 19 avril  | Jacques Robiolles                 | Réalisateur, acteur et producteur français.                                                                            | 82     |                  |
| 20 avril  | Magdalena Abakanowicz             | Sculptrice polonaise.                                                                                                  | 86     |                  |
| 20 avril  | Jay Dickey                        | Homme politique américain.                                                                                             | 77     | (en)             |
| 20 avril  | Roberto Ferreiro                  | Footballeur argentin.                                                                                                  | 81     | (es)             |
| 20 avril  | Alain Gayet                       | Résistant et chirurgien français.                                                                                      | 94     |                  |
| 20 avril  | Paul Hébert                       | Acteur canadien, québécois, metteur en scène et directeur de théâtre.                                                  | 92     |                  |
| 20 avril  | Germaine Mason                    | Athlète de saut en hauteur jamaïcain naturalisé britannique, médaillé d'argent aux Jeux olympiques d'été de 2008.      | 34     | (en)             |
| 21 avril  | Ugo Ehiogu                        | Footballeur anglais.                                                                                                   | 44     |                  |
| 21 avril  | Albert Larouche                   | Animateur et réalisateur d'émissions de radio canadien.                                                                | 91     |                  |
| 21 avril  | Maurice Maelderlick               | Écrivain belge | 85     | (nl)             |
| 21 avril  | Enrico Medioli                    | Scénariste italien. | 92     | (it)             |
| 21 avril  | Peter N. Walker                   | Essayiste et auteur britannique de romans policiers.                                                                   | 80     | (en)             |
| 22 avril  | Miguel Abensour                   | Philosophe et écrivain français.                                                                                       | 78     |                  |
| 22 avril  | Hubert Dreyfus                    | Professeur américain de philosophie.                                                                                   | 87     | (en)             |
| 22 avril  | William Hjortsberg                | Écrivain américain de romans policiers et de science-fiction.                                                          | 76     | (en)             |
| 22 avril  | Sophie Lefranc-Duvillard          | Skieuse alpine française.                                                                                              | 46     |                  |
| 22 avril  | Erin Moran                        | Actrice américaine. | 56     |                  |
| 22 avril  | Hiroshi Nakai                     | Homme politique japonais.                                                                                              | 74     | (en)             |
| 22 avril  | Attilio Nicora                    | Cardinal italien. | 80     | (it)             |
| 22 avril  | Witold Pyrkosz                    | Acteur polonais. | 90     | (pl)             |
| 22 avril  | Gustavo Rojo                      | Acteur uruguayen. | 93     | (es)             |
| 22 avril  | Hans-Heinrich Sander              | Homme politique allemand.                                                                                              | 72     | (de)             |
| 22 avril  | Michele Scarponi                  | Coureur cycliste italien.                                                                                              | 37     |                  |
| 22 avril  | José Utrera Molina                | Homme politique espagnol.                                                                                              | 91     | (es)             |
| 23 avril  | Leo Baxendale                     | Auteur britannique de bande dessinée humoristique.                                                                     | 86     | (en)             |
| 23 avril  | Imre Földi                        | Haltérophile hongrois, multiple médaillé olympique (1964, 1968, 1972).                                                 | 78     | (hu)             |
| 23 avril  | Karl Holl                         | Historien allemand. | 85     | (de)             |
| 23 avril  | Kate O'Beirne                     | Journaliste américaine.                                                                                                | 67     | (en)             |
| 23 avril  | František Rajtoral                | Footballeur tchèque.                                                                                                   | 31     | (en)             |
| 23 avril  | Kenny Sears                       | Joueur américain de basket-ball.                                                                                       | 83     | (en)             |
| 23 avril  | Inga Ålenius                      | Actrice suédoise. | 78     | (sv)             |
| 24 avril  | Benjamin Barber                   | Politologue et écrivain américain.                                                                                     | 77     | (en)             |
| 24 avril  | František Brůna                   | Handballeur international tchécoslovaque, médaillé d'argent aux Jeux olympiques d'été de 1972.                         | 72     | (cs)             |
| 24 avril  | Phil Edwards                      | Coureur cycliste britannique.                                                                                          | 67     | (en)             |
| 24 avril  | Agustín Edwards Eastman           | Homme d'affaires chilien.                                                                                              | 89     | (es)             |
| 24 avril  | Don Gordon                        | Acteur et scénariste américain.                                                                                        | 90     | (en)             |
| 24 avril  | Palomo Linares                    | Matador espagnol. | 69     | (es)             |
| 24 avril  | Robert M. Pirsig                  | Philosophe et écrivain américain.                                                                                      | 88     | (en)             |
| 24 avril  | Nicholas Sand                     | Chimiste américain. | 75     | (en)             |
| 25 avril  | Gérard Lemaire                    | Animateur de radio français.                                                                                           | 69     |                  |
| 25 avril  | Philippe Mestre                   | Homme politique français.                                                                                              | 89     |                  |
| 25 avril  | Issa Samb                         | Artiste et écrivain sénégalais.                                                                                        | 71     |                  |
| 26 avril  | Moïse Brou Apanga                 | Footballeur gabonais.                                                                                                  | 35     |                  |
| 26 avril  | Jonathan Demme                    | Réalisateur, producteur et scénariste américain.                                                                       | 73     | (en)             |
| 26 avril  | Margit Pörtner                    | Curleuse danoise, médaillée d'argent aux Jeux olympiques d'hiver de 1998.                                              | 45     | (da)             |
| 27 avril  | Vito Acconci                      | Artiste et vidéaste américain.                                                                                         | 77     | (en)             |
| 27 avril  | Kossi Aguessy                     | Designer industriel et artiste contemporain togolais.                                                                  | 40     |                  |
| 27 avril  | Peter George                      | Économiste canadien.                                                                                                   | 75     | (en)             |
| 27 avril  | Vinod Khanna                      | Homme politique, acteur et producteur indien.                                                                          | 70     | (en)             |
| 27 avril  | Joe Leonard                       | Pilote moto et automobile américain.                                                                                   | 84     | (en)             |
| 28 avril  | Mohamed Akkari                    | Acteur et animateur de radio tunisien.                                                                                 | 39     |                  |
| 28 avril  | Ion Lazarevitch Degen             | Tankiste, médecin et écrivain ukrainien puis israélien.                                                                | 91     | (ru)             |
| 28 avril  | Sylvie Gentil                     | Traductrice française de littérature chinoise.                                                                         | 59     |                  |
| 28 avril  | John Whitmore                     | Pilote automobile britannique.                                                                                         | 79     | (en)             |
| 28 avril  | Chad Young                        | Coureur cycliste américain.                                                                                            | 21     |                  |
| 30 avril  | Mbah Gotho                        | Doyen de l'humanité (non confirmé) indonésien.                                                                         | 146(?) | (en)             |
| 30 avril  | Lorna Gray                        | Actrice américaine. | 99     | (en)             |
| 30 avril  | Joseph-Arpad de Habsbourg-Hongrie | Prince hongrois, chef de la maison palatine de Hongrie.                                                                | 84     |                  |
| 30 avril  | Howard Hart                       | Officier américain de la Central Intelligence Agency.                                                                  | 76     | (en)             |
| 30 avril  | Preston Henn                      | Pilote de course automobile américain.                                                                                 | 86     | (en)             |
| 30 avril  | Jidéhem                           | Scénariste et dessinateur belge de bandes dessinées.                                                                   | 81     |                  |
| 30 avril  | Cassandra Kirkland                | Golfeuse française. | 32     |                  |
| 30 avril  | Borys Oliynyk                     | Poète, traducteur et homme d'état ukrainien.                                                                           | 81     | (uk)             |
| 30 avril  | Ueli Steck                        | Alpiniste suisse. | 40     |                  |